# Melpers
Melpers település Németországban, azon belül Türingiában. Lakosainak száma 90 fő (2017. december 31.). Melpers Erbenhausen községgel határos.

## Népesség
A település népességének változása:

| 2017 | 90 |